# Fausta (bysantinsk kejsarinna)
Fausta, född ca. 630, död efter år 681, var en bysantinsk kejsarinna, gift med kejsar Konstans II.
Hon var dotter till generalen Valentinus Arshakuni från Armenien, som var befälhavare över östra armén i Mindre Asien. Hennes far tillhörde de ledande krafter i den kupp som år 641 placerade Konstans II på tronen, och som sedan avsatte Konstans' medkejsare Heraklonas och regenten Martina.  År 642 försökte fadern utropa sig till Konstans' medkejsare, men fick inte tillräckligt med stöd, och nöjde sig istället med att utnämnas till arméns överbefälhavare och få sin dotter gift med kejsaren.  Hennes far lynchades efter ännu ett kuppförsök år 644. 
Konstans II flyttade 661 till Syrakusa på Sicilien. Fausta och hennes söner följde inte med honom dit. Makens planer på en erövring av Lombardiet och organisation av försvaret av Nordafrika mot araberna gjorde att han planerade en permanent flytt av regering och huvudstad till Syrakusa. Dessa planer möttes med stort motstånd i Konstantinopel, som förhindrade hans familj från att lämna Konstantinopel för att förhindra dem. Hon ska fortfarande ha varit vid liv vid sin makes död 668, men hennes dödsdatum är okänt. Det har ansetts troligt att hon fortfarande var vid liv vid sina yngre söners kuppförsök mot hennes äldste son år 681. 
Barn
- Konstantin IV
- Heraclius, död 681
- Tiberius, död 681